# 中国大陆宗教院校列表
本表列出中國大陸当前的宗教院校。这些宗教院校均经国家宗教事务局批准设立。根据2007年9月1日起施行的《宗教院校设立办法》，“宗教院校分为高等和中等。高等宗教学院学制为四年以上，毕业生学历为本科以上；中等宗教学校学制为二至三年，毕业生学历为中专或大专。”“宗教院校由全国性宗教团体或省、自治区、直辖市宗教团体举办。其他任何组织和个人不得举办宗教院校。”截至2011年7月底，经批准恢复和设立的宗教院校已达92所。截至2016年，经国家宗教事务局批准设立的宗教院校共有85所，教师约2500人，在校生约1万人，毕业生累计4万多人。
2014年，国家宗教事务局与国家质检总局联合下发《关于宗教活动场所和宗教院校申领组织机构代码证的通知》，宗教活动场所和宗教院校由此获准申领组织机构代码证，这为宗教活动场所和宗教院校开展民事活动提供了便利。"

## 佛教

### 汉传佛教等
- 中国佛学院（位于北京法源寺）
  - 中国佛学院栖霞山分院
  - 中国佛学院灵岩山分院
  - 中国佛学院普陀山学院
- 杭州佛学院
- 闽南佛学院
- 岭东佛学院
- 福建佛学院
- 金山佛学院
- 广东尼众佛学院
- 伊兰尼众佛学院
- 江西尼众佛学院
- 四川尼众佛学院
- 江苏尼众佛学院
- 兴福寺尼众律学苑
- 五台山尼众佛学院
  - 五台山尼众佛学院广学部
- 峨眉山佛学院
- 戒幢佛学研究所
- 泉州佛学苑
- 弥勒佛学院
- 爱道佛学院
- 广德佛学院
- 极乐寺佛学院
- 天宁佛学院
- 宝华山律学院
- 天台山佛学院
- 武昌佛学院
- 云门佛学院
- 空林佛学院
- 慈云佛学院
- 曹溪佛学院
- 河北省佛学院
- 武进佛学院
- 显庆佛学院
- 辽宁佛学院
- 武昌佛学院
- 法门寺佛学院
- 五台山佛学院
- 弘法寺佛学院
- 山东湛山佛学院
- 重庆佛学院
  - 慈氏内学研究院（重庆佛学院研究生院）
- 湖南佛学院
- 云南佛学院
  - 云南佛学院西双版纳分院
  - 云南佛学院迪庆藏传佛教分院
  - 云南佛学院尼众部
- 江西佛学院
- 九华山佛学院
- 上海佛学院（位于上海市普陀区安远路170号玉佛寺内）
- 华林佛学院
- 寒山书院
- 种德佛学苑
- 河南佛教学院
- 鉴真佛教学院
- 哈尔滨佛学院
- 南海佛学院

### 藏传佛教
- 中国藏语系高级佛学院（位于北京市东城区西黄寺）
- 西藏佛学院
  - 西藏佛学院色拉寺分院（2013年6月22日挂牌成立）
  - 西藏佛学院桑耶寺分院（2013年6月29日挂牌成立）
  - 西藏佛学院孝登寺分院（2013年7月8日挂牌成立）
- 甘肃省佛学院
- 色达喇荣五明佛学院（位于四川省甘孜藏族自治州色达县）
- 四川省藏语佛学院
- 青海省藏语佛学院
- 内蒙古自治区佛教学校（位于呼和浩特市隆寿寺）
- 云南佛学院迪庆藏传佛教分院

## 道教
- 中国道教学院
- 青城山道教学院
- 上海道教学院
- 武当山道教学院
- 龙虎山道教学院
- 长白山道教学院
- 廣東道教學院
- 河北省道學院
- 海峽道教學院
- 香港道教學院
- 江苏道教学院
- 浙江道教学院
- 陕西道教学院

## 伊斯兰教
- 中国伊斯兰教经学院（位于北京市西城区牛街地区南横西街103号）
- 北京伊斯兰教经学院
- 沈阳伊斯兰教经学院
- 新疆伊斯兰教经学院
- 宁夏伊斯兰教经学院
- 青海伊斯兰教经学院
- 河北伊斯兰教经学院
- 兰州伊斯兰教经学院
- 昆明伊斯兰教经学院
- 郑州伊斯兰教经学院

## 基督教

### 天主教
- 中国天主教神哲学院（北京）
- 北京天主教神哲学院
- 四川天主教神哲学院
- 河北天主教神哲学院
- 吉林天主教神哲学院
- 云南天主教神哲学院
- 陕西天主教神哲学院
  - 陕西天主教神哲学院备修院
- 内蒙古天主教神哲学院
- 山东天主教神哲学院
- 天主教中南神哲学院
- 中国天主教佘山修院（位于上海市松江区佘山）
  - 中国天主教佘山修院泰来桥分院（位于上海市青浦区泰来桥无原罪始胎圣母堂）
- 沈阳天主教神学院
- 孟高维诺山西修院

### 新教
下列暂不包括各神学培训中心。
- 金陵协和神学院（南京）
- 燕京神学院（北京）
- 华东神学院（上海）
- 山东神学院
- 山西神学院
- 浙江神学院
- 福建神学院
- 福建神学院
- 华南新教神学院
- 中南神学院
- 唐山新教圣经学院
- 广东协和神学院
- 四川神学院
- 吉林神学校
- 云南神学院
- 河南神学院
- 河南圣经学校
- 陕西圣经学校
- 江西圣经学校
- 湖南圣经学校
- 江苏省圣经专科学校
- 黑龙江神学院
- 燕京金陵新教神学院
- 内蒙古圣经学校